# Comment se faire réformer
Série
Les réformés se portent bien
(1978)
Pour plus de détails, voir Fiche technique et Distribution.
Comment se faire réformer est un film français réalisé par Philippe Clair, sorti en 1978. La suite, Les réformés se portent bien, est sortie quelques mois plus tard.

## Synopsis
Des jeunes gens sont appelés au service militaire afin de servir leur pays durant un an. Refusant catégoriquement ce passage obligé, ils vont échafauder de nombreuses combines afin de se faire réformer au plus vite.

## Fiche technique
- Titre : Comment se faire réformer
- Réalisation : Philippe Clair, assisté d'Alain Nauroy
- Scénario : Philippe Clair
- Producteurs : Catherine Bouguereau, Jean-Pierre Rawson, Groges Ryolin et Anne-Marie Toursky
- Productions : Alexia films et Babel productions
- Musique : Jean-Pierre Doering
- Photographie : Claude Becognée
- Montage : Claudio Ventura
- Pays d'origine : France
- Format : couleur - Mono
- Genre : comédie
- Durée : 95 minutes
- Date de sortie : 1977

## Distribution
- Philippe Clair : L'adjudant
- Christian Parisy : Philippe Delamarre
- Michel Melki : Jeannot
- Pierre Zimmer : Le capitaine
- Bernard Pinet : Alain le motard
- Richard Anconina : Benhimol Lévy, le juif orthodoxe
- Hervé Palud : Le costaud René
- Christine Abt : Christine
- Marc Ariche : Le pétomane
- Allan de Barges : Henri, le méridional
- Daniel Derval : Jean-Marie Destouches, la fausse folle
- Jean-Pierre Fragnaud : Le nerveux
- Denis Lefebvre Duprey : Le bidasse de la haute
- Patrick Gourevitch : Le yogi
- Eddy Jabès : Le belge
- Fernand Legros : Le psychiatre militaire
- Pierre Triboulet : L'écrivain
- Henri Attal : Un médecin militaire
- Dominique Zardi : Un médecin militaire

## Anecdote
- Première apparition de Richard Anconina au cinéma.